# Patrick Scheuermann
Patrick Scheuermann (prononcé « Sherman ») est l’ancien directeur du centre de vol spatial Marshall de la NASA, situé à Huntsville, en Alabama. Il a été nommé douzième directeur du centre le 25 septembre 2012 et a occupé ce poste jusqu’au 13 novembre 2015,,,,. Scheuermann a succédé à Robin Henderson, qui avait assuré la direction par intérim pendant les deux mois précédents,. Il avait auparavant dirigé le Centre spatial John C. Stennis, près de Bay St. Louis, au Mississippi, de mars 2010 jusqu’à sa nomination au centre Marshall,,. Plus tôt dans sa carrière à la NASA, il avait été attaché législatif auprès du chef de la majorité au Sénat Trent Lott.